# Sebbi

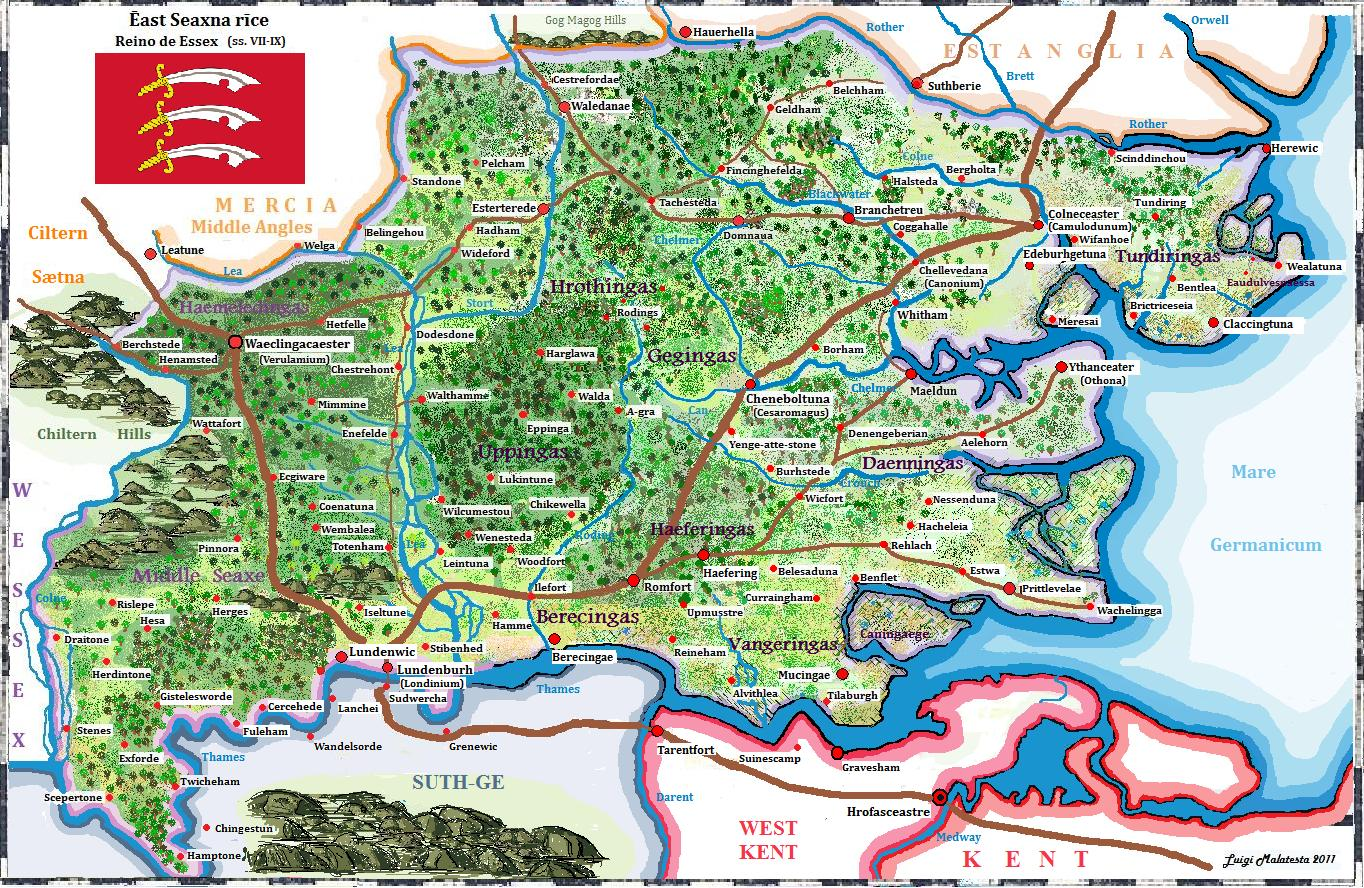
Essex in frühangelsächsischer Zeit

Sebbi (auch Sebba oder Sebbe; † um 696) war, gemeinsam mit Sighere, von etwa 664 bis um 694 König des angelsächsischen Königreichs Essex. Er wird als Heiliger verehrt.

## Leben
Nach einer Genealogie aus dem späten 9. Jahrhundert war Sebbis Vater Sexred von Essex.
Um 664 starb König Swithhelm als in ganz Britannien eine Seuche ausbrach, die zahlreiche Opfer forderte. Ihm folgten Sighere und Sebbi als Könige über je einen Teil von Essex. Sebbi blieb dem Christentum ergeben, während Sighere und die Bevölkerung seines Reichsteiles ins Heidentum zurückfielen. Dadurch kam es zu Rivalitäten zwischen beiden, die durch die Einflussnahme von Wessex und Mercia noch verstärkt wurden, wobei Wessex sich mit Sighere verbündete und Mercia mit Sebbi. König Wulfhere von Mercia (658–675) benutzte diese Apostasie als Vorwand zur Einmischung in Essex. Er sandte um 665 den mercischen Bischof Jaruman zur Rechristianisierung nach Essex. Tatsächlich ging es um die Kontrolle über das blühende Handelszentrum London. In der Folge gelang es Wulfhere, die Oberherrschaft über Essex zu erlangen.
Gegen Ende der 680er Jahre erlangte Sebbi die Herrschaft über die westlichen Teile von Kent und setzte dort seinen Sohn Swæfheard (687/688–692/694) als König ein. Auch seine Söhne Sigeheard und Swaefred scheinen bereits um diese Zeit an der Herrschaft beteiligt gewesen zu sein, da sie Chartas als rex (König) unterschrieben. Doch der Titel kann auch eine spätere Hinzufügung sein. Æthelred, ein Verwandter Sebbis, herrschte vermutlich in Surrey.
Nach dem Tod Sigheres um 690 herrschte Sebbi als alleiniger König in Essex, dankte aber schwer erkrankt um 694 zu Gunsten seiner Söhne Sigeheard und Swaefred und Sigheres Sohn Offa, die gemeinsam regierten, ab. Sebbi, der zeitlebens ein religiöser Mensch war, zog sich mit seiner Frau in ein Kloster zurück und wurde vom Londoner Bischof Wealdhere (693-um 710) als Mönch aufgenommen. Seine Gesundheit verschlechterte sich weiter, bis er um das Jahr 696 starb. Sebbi wurde in der St Paul’s Cathedral in London beigesetzt.

## Verehrung
Sebbi wird wegen seiner Bemühungen um die Christianisierung Essex’ und Werken der Nächstenliebe als Heiliger verehrt. Seit 1526 ist seine Verehrung bezeugt, doch ist der Kult um ihn sicher älter. Sein Gedenktag war ursprünglich der 24. März, wird aber heutzutage am 29. August begangen.